# سیف‌الله کامبخش‌فرد
سیف‌الله کامبخش‌فرد (زاده ۱۳۰۸ تهران - درگذشته ۱۳۸۹ تهران) باستان‌شناس و رئیس پیشین موزه ایران باستان بود.

## زندگی‌نامه
سیف‌الله کامبخش فرد در سال ۱۳۰۸ در تهران به دنیا آمد و پس از پایان تحصیلاتش در رشته باستان‌شناسی در دانشگاه تهران، در مراکز مختلف باستان‌شناسی از جمله موزه ایران باستان و مؤسسه باستان‌شناسی دانشگاه تهران مشغول کار شد.
کامبخش به مدت ۷ سال در مؤسسه باستان‌شناسی دانشگاه تهران فعالیت داشت و در سال ۱۳۵۸ ریاست موزه ایران باستان را بر عهده گرفت و پس از آن تا زمان بازنشستگی از مشاغل اداری در سال ۱۳۶۵ به عنوان کارشناس در مرکز باستان‌شناسی ایران مشغول بود.
عضویت در هیئت کاوش‌های تپه‌های مارلیک، چراغعلی تپه در گیلان، محوطه‌های پیلا قلعه و بیجار و همچنین سرپرستی پژوهش‌های باستان‌شناسی در نیشابور، تپه‌های قیطریه و محوطه آناهیتا در کنگاور از جمله فعالیت‌های می‌دانی آقای کامبخش بوده است.
سیف‌الله کامبخش فرد استاد باستان‌شناسی ایران بود، «سفالگری نیشابوردر سده‌های پنجم و ششم هجری»، «تهران سه هزار و دویست ساله بر اساس یافته‌های باستان‌شناسی»، «معبد آناهیتا (کنگاور)»، «سفال و سفالگری در ایران از ابتدای نوسنگی تا دوره معاصر» و «آثار تاریخی ایران» آثار ارزشمند اوست. از مهم‌ترین فعالیت‌های علمی کامبخش فرد، معاونت و دستیاری در پایه‌گذاری و اداره مؤسسه باستان‌شناسی دانشگاه تهران، است. کامبخش از سال ۱۳۳۹ عضو بخش پیش از تاریخ موزه ایران باستان بود. در سال ۱۳۴۴ نیز ریاست آرشیو فنی موزه را بر عهده گرفت. از کامبخش فرد مقالات علمی فراوانی به جای مانده است. شماری از این مقالات که در مجله‌های «بررسیهای تاریخی»، «هنر و مردم»، «فرهنگ و معماری ایران»، «باستان‌شناسی و هنر ایران» و «باستان پژوهی» چاپ شده‌اند، عبارتند از آثار و بقایای دهکده‌های پارتی، بررسی‌های باستان‌شناسی در آذرشهر مراغه، پدیده فرهنگی سفال خاکستری رنگ، سفالگری نیشابور در عهد سلجوقیان، سنگ نبشته‌های اورارتویی و پهلوی ساسانی در آذربایجان، قیطریه مرکز تمدن سه هزار ساله.

## قیطریه
یادمانی که سال ۱۳۴۸ (خورشیدی)از دل زمین بیرون آمد. سیف‌الله کامبخش فرد، باستان‌شناسی بود که به کاوش در این منطقه پرداخت و جامعه تهران شناسان و باستان‌شناسی را متحیر کرد؛ چراکه از تپه قیطریه با حفاری در حدود ۸۰۰۰ متر مربع به ۳۵۰ گور باستانی، تدفین‌های یک‌نفره و دو نفره و مقادیر فراوانی اشیاء فرهنگی به دست آمد. گورستان قیطریه یکی از سندهای بسیار مهم از روش تدفین در دوره عصر آهن است. به گفته باستان شناسان، بیشتر تدفین‌ها به شیوه جنینی یا خوابیده به پهلو با دست و پاهای جمع شده صورت گرفته است.
کامبخش فرد کتابی را در مورد یافته‌های قیطریه منتشر کرده است.
بر اساس این یافته‌ها نزدیک به ۵۰۰۰ شی سالم برنزی و سفالی به دست آمد که مشخصه بارز آن سفال نوع خاکستری بود. وجود اشیاء در کنار اجساد مردگان قیطریه نشان می‌دهد که ساکنان تهران در ۱۲۰۰ سال پیش از میلاد به زندگی پس از مرگ اعتقاد داشته‌اند.
گورستان تاریخی قیطریه پس از منطقه باستانی ری دومین کشف بزرگ باستان‌شناسی در تهران به‌شمار می‌رود.
کاوش‌های علمی قیطریه نظر کارگردان بزرگ پرویز کیمیاوی را جلب نمود و وی فیلم تپه‌های قیطریه را در سال ۱۹۶۹ برای تلویزیون ملی سابق تهیه نمود.

## معبد آناهیتا (کنگاور)
در سال ۱۹۶۸ میلادی (۱۳۴۷خورشیدی) آوازه معبد آناهیتا یا به تعبیری دیگر قصراللصوص، اداره کل باستان‌شناسی و فرهنگ عامه ایران را واداشت تا یک گروه باستان‌شناسی را به سرپرستی سیف‌الله کامبخش فرد مأمور کاوش در کنگاور کند. این گروه با دشواری بسیار و با صرف هزینه هنگفت، ابتدا همه ساختمان‌های برپا شده در محوطه باستانی کنگاور را خریداری و خراب کرد و سپس به کاوش در آن پرداخت. کامبخش فرداولین سر پرست کاوش‌های باستان‌شناسی در قصبه و محوطه معروف به معبد آناهیتا (کنگاور) (کاوش آرفالیش)۱۳۴۷ و سرپرست و مجری طرح کاوش‌های باستان‌شناسی و بازسازی معبد آناهیتا (کنگاور) از سال ۱۳۴۸ تا ۱۳۵۶ می‌باشد. کاوش‌های او به مدت ۹ فصل ادامه پیدا کرد و در این مدت کارهای درخور توجهی برای حفاظت، مرمت و بازسازی آثار کشف شده انجام گرفت. کاوش‌های بعدی و پیدا شدن سنگ کنگره‌ای مشابه طاق گرا در سرپل ذهاب این نظریه را مطرح کرد که ممکن است این بنا باقی‌مانده یکی از کاخهای خسرو پرویز در دوره ساسانی باشد.
کام بخش درمقد مه کتاب خویش «کاوش‌ها و پژوهش‌های باستان‌شناسی و احیا معماری معبد آناهیتا کنگاور و طاق گرا» در این مورد چنین توضیح می‌دهد: جایگاه معبد آناهیتا در دوره هخا منشی، سلوکی، پارت ساسانی و اسلام تشخیص داده شده و به اعتبار آزمایشات گچ «ترمو لومینیساس» و پژوهش‌های میدانی این معماری عظیم حتی با آثار زیادی از دوره ماد معرفی گردید، که با کشف دوپایه ستون دوره هخامنشی در سال‌های ۱۳۶۸ و ۱۳۷۳ در روی صفه معلوم شد این پایه ستون‌ها مربوط به سازه‌های هخامنشی در معبد انا هیتا بوده است و نه ا یستگاه‌های هخا منشی در جاده شاهی؟ و نه به قول و نظریه‌ای مکتوب که در سال ۱۹۸۱ میلادی در مجله A.M.I، بند ۴ چاپ شده «قصر خسرو پرویز» ؟! با طا ق‌های هلالی و ارک مشابه طاق گرا که در طرح خیالی نظریه‌پرداز عجول بازسازی دو بنا را در یکدیگر ادغام نموده و کنگرها ی راس طاق گرا را در راس چهار دیوار وایوان‌های معبد آناهیتا ترسیم شده و مجموعه دو هر دوبنا را به دوره ساسانی منسوب نموده است؟ در کنگاور قطعه حجاری یا سنگی که مربوط به قوس یا کنگره راس طاق باشد، به جز دوپایه قوس که به برجی مضا عف مشابه طاق گرا و در سده اول میلادی در ساخت و ساز برج کاروا نی جاده ابریشم کار برد داشته یافت نشده است، زیرا تمام اجسام و عناصر ساقط شده در نقشه‌ها مشخص شده و نقشه‌ها تمام عناصر ساقط شده را نشان داده‌اند. بنای کنگاور از دیوار و ستون عمودی و سقف افقی شکل گرفته، زیرا معماری مذکور ان را باید در کنار بناهای کلاسیک یونانی ایرانی مورد مطا لعه قرار داد که یکی از کلنی نشین‌های سلوکیان در مسیر جاده ابریشم بوده است.
کام بخش درقسمتی دیگر مقد مه کتاب خویش می‌نویسد:کاوش و پیگردی سه وجه دیوارهای ستوندارو پلکان دو طرفه و تمام محو طه‌های روی صفه و نیز بازسازی حجاری‌های پاکتراش پوسته دیوارها درگوشه شمال غربی انجام گردید وگزارش کاوش و بازسازی به وسیلهٔ نویسنده در «هفتمین کنگره بین‌المللی باستان‌شناسی و هنر ایران» در دانشگاه مونیخ در شهریور ۱۳۵۵ به سمع و نظر باستان شناسان جهان رسید و قبل از ان در سال ۱۳۵۱ گزارش کاوش‌های باستان‌شناسی در «ششمین کنگره باستان‌شناسی و هنر ایران» در آکسفورد انگلستان گزارش گردیده بود۰ تا پایان سال ۱۳۵۴ یکصد نقشه از کاوش و با زسازی کنگا ور و طا ق گرا در ایام مدیریت اینجانب در دفتر معماری این میدان معتبر تاریخی و حدود ۲۹۷۰ نگا تیو و تصویر در ارشیواتلیه عکاسی معبد وجود داشت۰

## فعالیت‌های میدانی

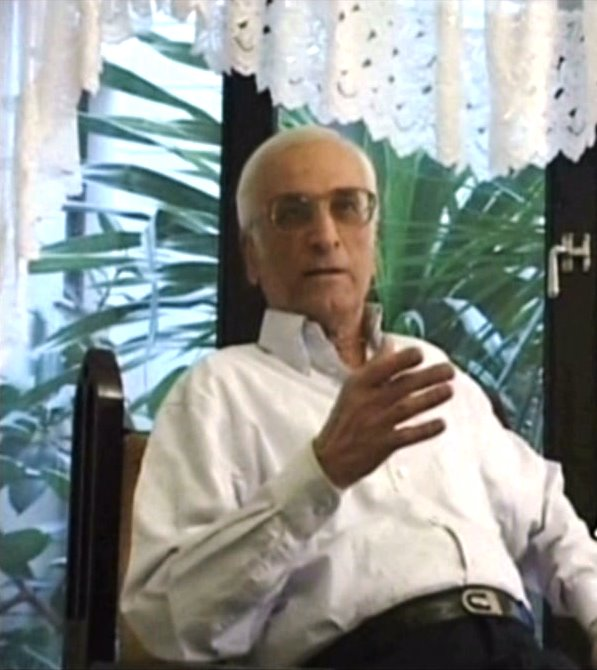
کامبخش فرد درخانه خویش هنگام مصاحبه تلویزیونی

۱۳۳۹ عضو هیئت کاوش‌های مهران آباد ساوه به سرپرستی مشترک دکتر نگهبان و دکتر کایلریا نگ از کانادا.
۱۳۴۰ عضو فعال اولین هیئت باستان شناسان ایرانی در کوهپایه‌های گیلان شرقی (املش) به ریاست دکتر محسن مقدم.
۱۳۴۰ سرپرست هیئت بررسی‌های باستان‌شناسی دره‌های سیاهرود و سفید رود دحمت آباد رودبار، رشی، چلگاسر، دشت ویل، سندس، دفراز و چراغعلی تپه مارلیک.
۱۳۴۰ کاوشگر ارشد و معاون هیئت کاوش‌های مارلیک به سرپرستی دکتر نگهبان.
۱۳۴۱ و ۱۳۴۲ کاوشگر ارشد و معاون دکتر نگهبان در فعالیت‌های باستان‌شناسی پیلاقعه، زینب بیجار، رود بیجار، علی کرم باغ، کلایه رحمت آباد رود بار گیلان.
۱۳۴۳ سرپرست هیئت علمی کاوش‌های باستان‌شناسی نیشابور (کوره‌های سفالگری دوره سلجوقی).
۱۳۴۴ سرپرست هیئت علمی کاوش‌های هفت تپه خوزستان.
۱۳۴۴ سرپرست هیئت بررسی‌های باستان‌شناسی در گرمی مغان.
۱۳۴۷ سر پرست هیئت کاوش‌های باستان‌شناسی در تپه‌های قیطریه.
۱۳۴۷ سر پرست کاوش‌های باستان‌شناسی در قصبه و محوطه معروف به آناهیتا کنگاور (کاوش آرفالیش).
۱۳۴۸ سر پرست هیئت کاوش‌های باستان‌شناسی در تپه‌های قیطریه.
۱۳۴۸ تا ۱۳۵۶ سرپرست و مجری طرح کاوش‌های باستان‌شناسی و بازسازی معبد آناهیتای کنگاور.
۱۳۴۸ سرپرست کاوش در گور خمرهای کوهپایه‌های پرو.
۱۳۵۲ تا ۱۳۵۵ سر پرست هیئت کاوش و بازسازی طاق گرا.
۱۳۵۲ تا ۱۳۵۶ به‌طور هم‌زمان سرپرست بررسی و چگونگی حفاظت و مرمت ابنیه تاریخی منطقه غرب ایران (بیستون ـ تاق بستان).
۱۳۶۴ سر پرست بررسی، شناسایی، نقشه‌برداری، تعیین حریم وگلخانه زنی در دره شهر ایلام.
۱۳۶۲ سرپرست کاوش در کوره‌های ۳۲۰۰ ساله سفال‌های خاکستری رنگ تپه‌های کهریزک ری.
۱۳۷۶ و ۱۳۷۷ بررسی‌های باستان‌شناسی (مجموعاً طی بیست روز) در جزیره قشم با هماهنگی میراث فرهنگی و منطقه آزاد قشم.
٭ منابع

## در تلویزیون
کامبخش در برنامه‌های متعدد تلویزیونی شرکت نمود از جمله در مجموعه تلویزیونی ایران زمین در دهه ۵۰. آخرین مرتبه، وی در برنامه‌ای به نام طلوع ماه با اجرای داریوش ارجمند یکسال قبل از درگذشتش حضور پیدا کرد.

## تالیفات
سفالگری در نیشابور در سده‌های پنجم و ششم هجری، تهرانِ سه هزار و دویست ساله، آثار تاریخی ایران، معبد آناهیتا (جایزه کتاب سال میراث فرهنگی ۱۳۷۵)، گور خمره‌ای اشکانی در گرمی مغان، سفال و سفالگری در ایران از ابتدای نوسنگی تا دوران معاصر از جمله کتاب‌هایی است که از وی در حوزه باستان‌شناسی منتشر شده است.
۱. کاوش‌های نیشابور و سفالگری ایران درسدهٔ پنجم و ششم هجری. سیف اله کامبخش فرد با همکاری احمد امیر ماهانی. ناشر: تهران وزارت فرهنگ و هنر / ۱۳۴۹. اطلاعات چاپ: قطع وزیری / ۱۰۷ صفحه / مصور
2. تهران سه‌هزار و دویست ساله براساس یافته‌های باستان‌شناسی بایگانی‌شده  در ۲۲ دسامبر ۲۰۱۷ توسط Wayback Machine، تهران، نشر فضا، ۱۳۷۰.
3. گورخمره‌های اشکانی، تهران، مرکز نشر دانشگاهی، ۱۳۷۷.
4. سفال و سفالگری در ایران از ابتدای نوسنگی تا دوران معاصر، تهران، ققنوس، ۱۳۷۹.
5. آثار تاریخی ایران، تهران؛ ققنوس، ۱۳۷۹.
6. نگاهی به تهران سه هزار سال پیش ، تهران، سازما ن میراث فرهنگی کشور، ۱۳۸۰.
۷. کاوش‌ها و پژوهش‌های باستان‌شناسی و احیا معماری معبد آناهیتا کنگاور و تاق گرامعماری معبد آناهیتا، جلد اول، پژوهشگاه سازمان میراث فرهنگی صنایع دستی و گردشگری، ۱۳۸۶.
8. کاوش‌ها و پژوهش‌های باستان‌شناسی و احیا معماری معبد آناهیتا کنگاور و تاق گرا (گنجینه‌های یافته شده از کاوشها)، جلد دوم، پژوهشگاه میراث فرهنگی، ۱۳۸۶.

## مقالات
۱. قلعه جمهور (دژ بد) جایگاه بابک خرمدین، بررسی‌های تاریخی، دوره ۵، شماره ۵۰، ص ۲–۶، ۱۳۴۵.
۲. آثار و بقایای دهکده‌های پارتی(اشکانی)، بررسی‌های تاریخی، سال دوم، شماره ۱، ص ۲۵–۵، ۱۳۴۶.
3. کشف کتیبه پهلوی ساسانی (اذرنارسه - شاهپور دوم) در مشکین شهر، هنر و مردم، شماره ۶۱–۶۲، ص ۶–۱۰، ۱۳۴۶.
۴. سخنی دربارهٔ پنجمین کنگره باستان‌شناسی و هنر ایران، هنر و مردم، شماره ۷۰، ص ۲–۵، ۱۳۴۷.
۵. سفالگری نیشابور در عهد سلجوقیان، بررسی‌های تاریخی، شماره مخصوص، سال دوم، ص ۳۳۸–۳۵۹، ۱۳۴۷.
۶. سنگ نبشته‌هایی در اطراف سبلان، باستان‌شناسی و هنر ایران، شماره ۱، ص ۵۵–۶۶، ۱۳۴۷.
۷. سنگ نبشه‌های اورارتویی و پهلوی ساسانی در آذربایجان» گزارش به مجمع باستان شناسان جهان در پنجمین کنگره باستان‌شناسی و هنر ایران، تهران، اصفهان و شیراز، ۱۳۴۷.
۸. قیطریه مرکز تمدن سه هزار ساله، باستان‌شناسی و هنر ایران، شماره ۲۵، ص ۳–۴۰، ۱۳۴۸.
۹. سنگ نگاره‌های بیستون، طاق بستان و کاوش‌های علمی در کنگاور، یادنامه سمپوزیوم باستان‌شناسی ایران، تهران (موزه ایران باستان)، ۱۳۴۸.
۱۰. کاوش‌های علمی در کنگاور، معبد آناهیتا، باستان‌شناسی و هنر ایران، شماره ۶، ص ۱۰–۳۲، ۱۳۵۰.
۱۱. معبد آناهیتا، کنگاور، گزارش به مجمع باستان شناسان جهان در ششمین کنگره باستان‌شناسی و هنر ایران، آکسفورد، انگلستان (چاپ خلاصه آن در مجموعه مقالات کنگره)، ۱۳۵۱.
۱۲. معبد آناهیتا، کاوش‌ها و بازسازیها، گزارش‌های دومین مجمع سالانه کاوش‌ها و پژوهش‌های باستان‌شناسی در ایران، تهران (موزه ایران باستان، ص ۱۰–۱۹)، ۱۳۵۲.
۱۳. معبد آناهیتا، کاوش‌ها و بازسازیها، گزارش‌های سومین مجمع سالانه کاوش‌ها و پژوهش‌های باستان‌شناسی در ایران. تهران (موزه ایران باستان)، ص ۷۳–۹۰، ۱۳۵۴.
۱۴. کاوش و بازسازی معبد کنگاور، فرهنگ و معماری ایران، سازمان ملی حفاظت آثار باستانی، شماره ۴، ص ۵۱–۷۶، ۱۳۵۵.
۱۵. بررسی‌های باستان‌شناسی در آذرشهر مراغه، میراث فرهنگ، شماره ۱۲، ص ۱۲۹–۱۶۴، ۱۳۷۳.
۱۶. روایتی از کاوش‌های باستان‌شناسی در کوهپایه‌های استان گیلان شرقی (املش) باستان‌شناسی و تاریخ، ص ۱۶–۳۲ ،۱۳۷۴.
۱۷. فلزکاری و زرگری در مارلیک، باستان‌شناسی و تاریخ، شماره ۱۸، ص ۲۷–۳۸، ۱۳۷۴.
۱۸. شکل‌گیری معماری، معبد ناهید کنگاور در تاریخ، تاریخ معماری و شهرسازی ایران، اولین کنگره ارگ بم، کرمان، ج ۱، ص ۲۶–۴۰ ،۱۳۸۵.
٭ منابع

## درگذشت

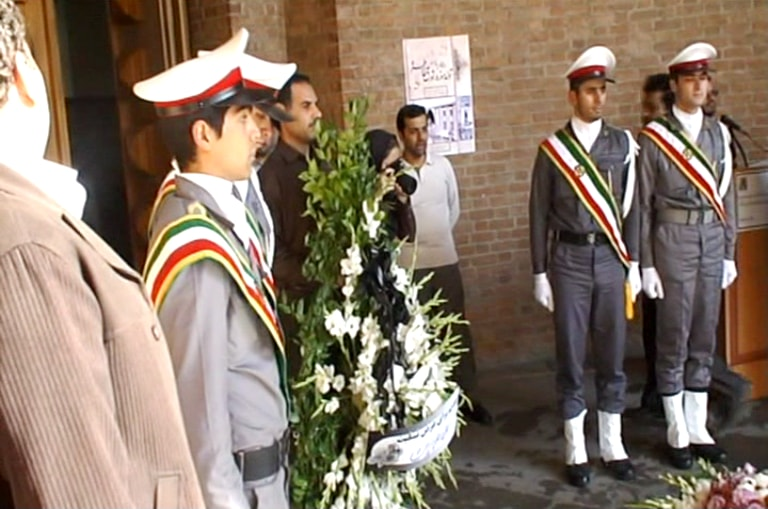
مراسم بزرگداشت در مقابل موزه ایران باستان قبل از خاکسپاری

وی به علت ناراحتی قلبی و ریوی در بیمارستان بستری شد، اما پس از مرخص شدن از بیمارستان در روز ۸ آذر ۱۳۸۹ در خانه خود در تهران در سن ۸۱ سالگی درگذشت. پیکر او از مقابل موزه ایران باستان در تهران تشییع شد.